# Fulgeochlizus
Fulgeochlizus is een geslacht van kevers uit de familie  
kniptorren (Elateridae).
Het geslacht is voor het eerst wetenschappelijk beschreven in 1975 door Costa.

## Soorten
Het geslacht omvat de volgende soorten:
- Fulgeochlizus bruchi (Candèze, 1897)
- Fulgeochlizus germari (Candèze, 1863)
- Fulgeochlizus noctivagus Costa, 1991
- Fulgeochlizus pullatus Costa, 1991